# Beau Masque
Beau Masque es una película franco-italiana dirigida por Bernard Paul, estrenada en 1972, adaptación de la novela homónima de Roger Vailland.

## Sinopsis
En una región del este de Francia, Pierrette, una joven trabajadora de una hilandería local, se dedica por completo a su acción sindical en detrimento de su vida privada, reducida a poco desde que se separó de su marido y dejó a su hijo en casa al cuidado de un familiar. Conoce a dos hombres que cambiarán su vida. Primero se cruza con un emigrante italiano apodado Beau Masque («Hermosa máscara»), camionero de profesión. Luego, durante el baile organizado por el Partido Comunista, conoce a Philippe Letourneau, el director de la fábrica en la que trabaja, empujado al negocio familiar por sus padres, accionistas mayoritarios de la empresa. Aunque atraída por Philippe, Pierrette no prosigue sus primeros contactos, no queriendo comprometer su compromiso sindical. Es con Beau Masque con quien entabla una relación romántica. Pero una ola de despidos, que el director no puede controlar, arroja a los protagonistas a la tragedia.

## Reparto
- Luigi Diberti: Beau Masque.
- Dominique Labourier: Pierrette.
- Jean-Claude Dauphin: Philippe.
- Catherine Allégret: Marguerite.
- Gaby Sylvia: Émilie.
- Massimo Serato: Valerio.
- Jean Dasté: Cuvrot.
- Hélène Vallier: Louise.
- Pierre Maguelon: Mignot.
- Évelyne Dress: Nathalie.
- Maurice Travail: Tallagrand.
- Georges Rouquier: Vizille.
- Andrée Tainsy

## Producción

### Génesis
Según Françoise Arnoul: «Christian Ferry, de Paramount-France, se interesó inmediatamente por el proyecto Beau Masque. Cuando los estadounidenses exigieron una estrella estadounidense en el reparto, Bernard pensó en Jane Fonda. Mantenían buenas relaciones desde Les Félins, de René Clément, donde Bernard era asistente de Costa-Gavras. Gracias a Élisabeth [Vailland, viuda de Roger Vailland], que acogió durante mucho tiempo a Jane y Vadim, pudimos contactar con ella en el momento en que, siempre fiel a sus opciones, se había embarcado en una nueva lucha, en Detroit, junto a los negros. Bernard tomó una carta y, en medio de los discursos de los activistas, Jane aceptó ser la Pierrette de Beau Masque. Con el corazón latiendo, abrí el telegrama de Bernard: «Jane is OK» Eso es todo lo que sabía decir en inglés. Christian Ferry inició la producción. […] Ya a bordo, tras una inspección más cercana, los estadounidenses terminaron descubriendo que esta historia daba demasiado énfasis a la ideología comunista. Se demoraron tanto antes de dar un acuerdo final que, de aplazamiento en aplazamiento, Jane Fonda ya no estuvo disponible. Luego, Bernard le sugirió a Christian Ferry que contratara a una actriz menos conocida».

### Casting

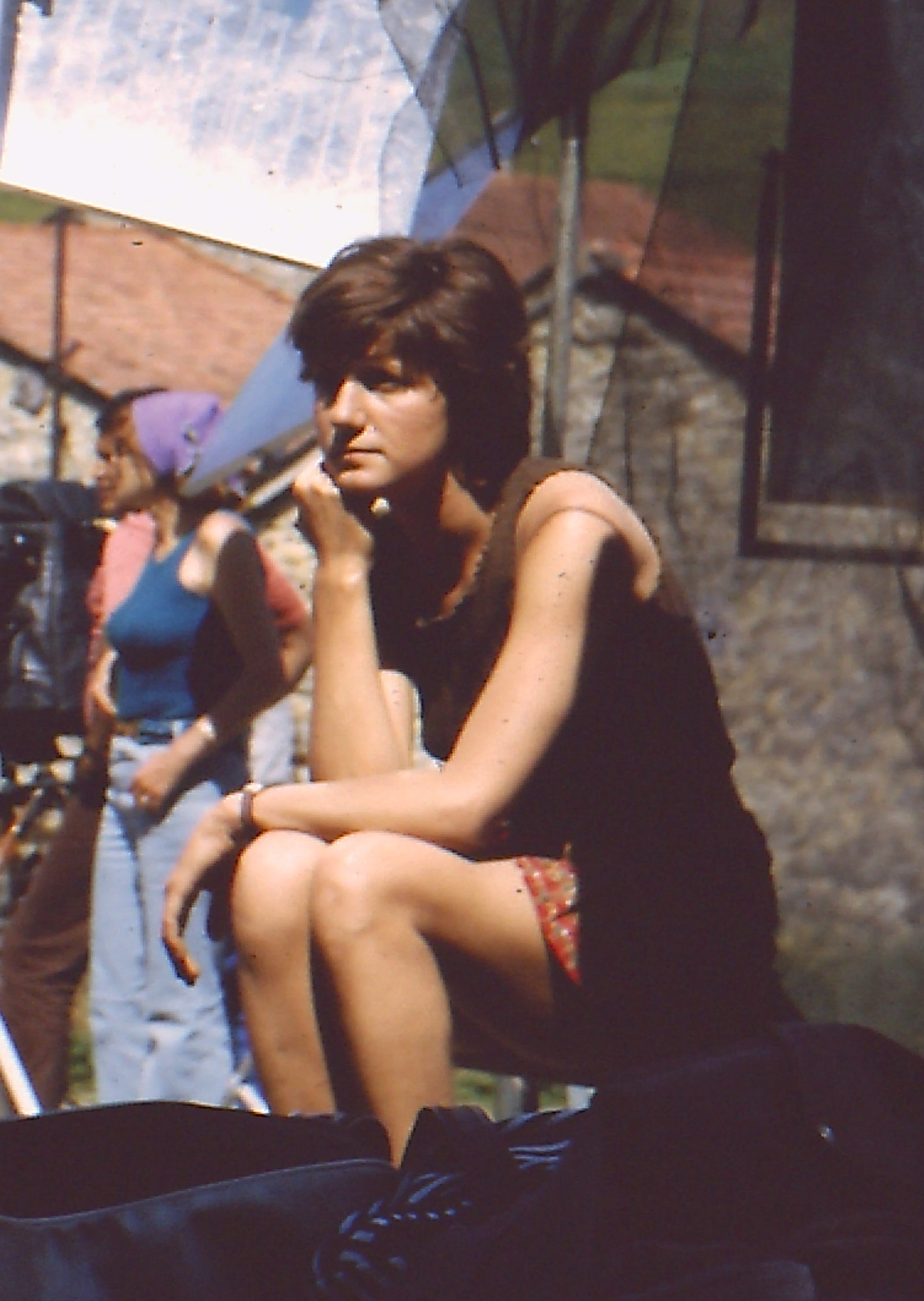
Dominique Labourier en el rodaje de Beau Masque.

Según Arnoul: «Nos habíamos fijado en Dominique Labourier, e incluso me tomé la libertad de proponerle a Jean Renoir que la reuniera para interpretar a la pequeña doncella en Roi d'Yvetot. Y, después de haber visto a todas las estrellas del cine italiano, Bernard eligió para el papel de Beau Masque a un joven actor de teatro, Luigi Diberti».

### Rodaje
La película tuvo rodaje en exteriores en Villerupt, Meurthe y Mosela y Ain. Según Arnoul: «Como todas las hilanderías de Francia se negaron, una tras otra, a acogernos, tuvimos que encontrar una región con población activa donde fuera posible reconstituirla. La elección de Bernard recayó en el este de Francia. Una región con una fuerte inmigración italiana que data de los años 20, donde las familias te abren calurosamente sus puertas para dejarte degustar su pasta. Sin Villerupt, Longwy y otros, sin sus representantes electos, la película probablemente no habría sido posible. El rodaje fue largo y difícil. Lleno de trampas, risas y lágrimas. Como en Martigues [lugar de rodaje en 1968 de su anterior película Le Temps de vivre (1969)], la población estaba cerca de nosotros. Me sorprende bastante que el cine no sea sólo un mundo de purpurina y estrellas en limusinas. Por supuesto, no era ni la mina ni la fábrica, pero la masa de trabajo y tensión acumulada en un plató no dejaba de sorprenderles. En este lugar de la metalurgia en crisis, la gente no había olvidado las sangrientas batallas obreras y se conmovió hasta las lágrimas al participar en el rodaje de determinadas secuencias. Retomé mi rol de "enjambre". Diseñadora de vestuario que escucha corazones y estados de ánimo. No fue fácil encontrar voluntarios en Villerupt para interpretar al CRS que iban a matar a golpes a nuestro héroe, su héroe Beau Masque. […] Después de las secuencias en Meurthe y Mosela cargadas de historia, nos fuimos a "tomar un soplo de aire fresco" para rodar las escenas líricas de la película en las magníficas montañas de vacas de Ain».

## Recepción
La película tuvo poco éxito en taquilla y en crítica. Según Arnoul: «Bernard y yo buscamos las razones por las que Beau Masque no tuvo éxito. Nos pareció que se había sentido avergonzado por su obsesión por la fidelidad a la obra de Vailland. Había cambiado el tiempo de la novela y se había dejado atrapar por un determinado discurso político, vinculado a los años posteriores a mayo del 68. Por otro lado, lo que queda bello en la película son las relaciones entre los personajes, las relaciones de ternura y amor. Lo que viene de él, de su carne».